# Joseph Babinski
Joseph Jules François Félix Babiński (Parigi, 17 novembre 1857 – Parigi, 29 ottobre 1932) è stato un neurologo francese.

## Biografia
I genitori erano fuggiti da Varsavia a causa della repressione russa rifugiandosi in Francia, nel quartiere di Montparnasse di Parigi, dove nacque Joseph. Si iscrisse alla Scuola di medicina dell'Università di Parigi, con ottimi profitti, facendosi notare da Jean-Martin Charcot, professore di neurologia all'ospedale la Salpêtrière, e diventò insieme a Jean Leguirec, il suo studente preferito. Si laureò in medicina nel 1884, con una tesi sulla sclerosi multipla. Si è ipotizzato che soffrisse di una neurosi costituzionale, a causa del suo studio incessante della neurologia.
Divenne medico degli ospedali parigini, seguendo il suo maestro Charcot, ma la sua carriera fu ostacolata da Charles Jacques Bouchard, che era stato allievo dello stesso Charcot, dal quale era stato aiutato nell'ottenimento di una cattedra presso la facoltà di medicina; in seguito Bouchard entrò in contrasto con Charcot e aprì una propria scuola di neurologia. Charcot aveva pensato a Babinski come suo successore alla cattedra di neurologia, ma, al concorso per la nomina a professore associato, Bouchard manipolò le carte in modo da far vincere un altro candidato, il neurologo Fulgence Raymond.
Alla morte di Charcot nel 1893, Babinski, privo di protezione, decise di non interessarsi ad ulteriori concorsi accademici. Preclusagli così la carriera universitaria, Babinski aprì una sua scuola di neurologia, dedicandosi alla ricerca clinica. Nel 1895 divenne primario all'Ospedale della Pietà di Parigi, dove lavorò fino al suo ritiro, nel 1922.
Morì per le complicazioni di una patologia neurologica: la malattia di Parkinson.

## Attività
Babinski si fidava del tutto della clinica per formulare la diagnosi, senza dipendere da esami strumentali e di laboratorio, che convenzionalmente avevano la precedenza. L'esame neurologico da lui effettuato era minuziosissimo, avveniva in assoluto silenzio e concentrazione. Fu il primo a descrivere agli inizi del XX secolo la sindrome adiposo-genitale, che venne poi confermata da Alfred Fröhlich, prendendo quindi il nome di sindrome di Babinski-Frölich. Dopo uno studio del riflesso di Argyll-Robertson ne affermò l'origine centrale.
In collaborazione con Jean Nageotte descrisse nel 1902 il complesso sintomatologico causato da lesione della parte postero-laterale del bulbo (emibulbare), che prese dunque il nome di sindrome di Babinski-Nageotte. Individuò l'atassia e la disdiadococinesia come sintomi legati ad alterazioni del cervelletto. Eseguì inoltre studi sull'isteria, stabilendo i criteri per la differenziazione diagnostica tra l'isteria e le malattie organiche.
Nel 1896 presentò alla riunione della Société de Biologie Française una relazione sul fenomeno da lui studiato, chiamato "phenoméne des orteils" (fenomeno del movimento delle dita dei piedi). In poche righe descrisse un fenomeno riflesso oggi conosciuto come riflesso di Babinski o segno di Babinski. Stimolando la pianta del piede con un oggetto appuntito, come un bastoncello di legno, avviene una flessione delle dita dei piedi in soggetti sani. In caso di patologia data da lesioni del fascio piramidale verso il midollo spinale si ha invece estensione dell'alluce. Questo sintomo è spesso correlato a quello del "ventaglio", ed entrambi sono utilizzati comunemente nella diagnosi neurologica.